# Ken Stott

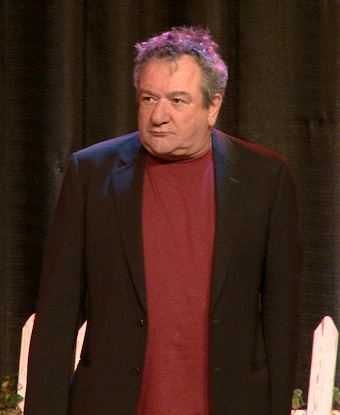
Ken Stott a Bonn nel 2014

Kenneth Campbell Stott conosciuto semplicemente come Ken Stott (Edimburgo, 19 ottobre 1954) è un attore scozzese.

## Biografia
Noto soprattutto per l'interpretazione del nano Balin nella trilogia de Lo Hobbit, composta da Lo Hobbit - Un viaggio inaspettato, Lo Hobbit - La desolazione di Smaug e Lo Hobbit - La battaglia delle cinque armate, ha anche interpretato il più noto investigatore di Edimburgo, John Rebus, ispettore di polizia amante del whisky e dalla vita particolarmente complicata, frutto della penna di Ian Rankin.

## Filmografia

### Cinema
- Dio salvi la regina (For Queen & Country), regia di Martin Stellman (1988)
- Le cinque vite di Hector (Being Human), regia di Bill Forsyth (1993)
- Piccoli omicidi tra amici (Shallow Grave), regia di Danny Boyle (1994)
- Saint-Ex, regia di Anand Tucker (1996)
- The Boxer, regia di Jim Sheridan (1997)
- Febbre a 90° (Fever Pitch), regia di David Evans (1997)
- Plunkett & Macleane, regia di Jake Scott (1999)
- The Debt Collector, regia di Anthony Neilson (1999)
- C'era una volta Gesù (The Miracle Maker), regia di Derek W. Hayes e Stanislav Sokolov (2000)
- I'll Sleep When I'm Dead, regia di Mike Hodges (2003)
- King Arthur, regia di Antoine Fuqua (2004)
- Spivs, regia di Colin Teague (2004)
- Casanova, regia di Lasse Hallström (2005)
- The Mighty Celt, regia di Pearse Elliott (2005)
- La guerra di Charlie Wilson (Charlie Wilson's War), regia di Mike Nichols (2007)
- Le cronache di Narnia - Il principe Caspian (The Chronicles of Narnia: Prince Caspian), regia di Andrew Adamson (2008) - voce
- One Day, regia di Lone Scherfig (2011)
- Lo Hobbit - Un viaggio inaspettato, (The Hobbit: An Unexpected Journey), regia di Peter Jackson (2012)
- Lo Hobbit - La desolazione di Smaug (The Hobbit: The Desolation of Smaug), regia di Peter Jackson (2013)
- Lo Hobbit - La battaglia delle cinque armate (The Hobbit: The Battle of the Five Armies), regia di Peter Jackson (2014)
- Un amore per caso (Man Up), regia di Ben Palmer (2015)
- Café Society, regia di Woody Allen (2016)
- Il mistero di Donald C. (The Mercy), regia di James Marsh (2018)
- La nave sepolta (The Dig), regia di Simon Stone (2021)

### Televisione
- Secret Army – serie TV (1997)
- Taggart – serie TV, 1 episodio (1985)
- The Singing Detective – miniserie TV, 2 episodi (1986)
- London's Burning – serie TV, 1 episodio (1988)
- Your Cheatin' Heart – serie TV, 6 episodi (1990)
- Anna Lee: Headcase – serie TV (1993)
- Takin' Over the Asylum – serie TV, 6 episodi (1994)
- Dockers – film TV (1999)
- The Vice – serie TV, 16 episodi (1999-2003)
- La ragazza nel caffè (The Girl in the Café) – film TV, regia di David Yates (2005)
- Rebus – serie TV, 10 episodi (2006-2007)
- Toast, regia di S.J. Clarkson – film TV (2010)
- The Runaway – serie TV (2011)
- The Missing – miniserie TV (2014)
- Guerra e pace (War & Peace) – miniserie TV (2016)
- Fortitude – serie TV, 10 episodi (2017)
- Diavoli (Devils) – serie TV, 7 episodi (2020-2022)

## Doppiatori italiani
Nelle versioni in italiano delle opere in cui ha recitato, Ken Stott è stato doppiato da:
- Carlo Valli in Le cronache di Narnia - Il principe Caspian, One Day, Lo Hobbit - Un viaggio inaspettato, Lo Hobbit - La desolazione di Smaug, Lo Hobbit - La battaglia delle cinque armate, The Missing, 100 Streets, Il mistero di Donald C.
- Stefano De Sando in Plunkett & Macleane, La nave sepolta
- Oreste Rizzini in Casanova
- Oliviero Dinelli in Febbre a 90°
- Sergio Di Giulio in King Arthur
- Francesco Vairano ne La guerra di Charlie Wilson
- Marco Balbi in I'll Sleep When I'm Dead
- Giorgio Lopez in Café Society
- Gianni Giuliano in Fortitude
- Paolo Marchese in Diavoli